# Spiraea thibetica
Spiraea thibetica är en rosväxtart som beskrevs av Bur. och Franch.. Spiraea thibetica ingår i släktet spireor, och familjen rosväxter. Inga underarter finns listade i Catalogue of Life.